# Paronai Magdolna
Paronai Magdolna (Pácin, 1951. február 22. – 2017. február)  magyar táncosnő.

## Életpályája
1970-ben végezte el az ÁBI balettművész szakát, azóta a Pécsi Balett tagja, magántáncosnő volt. Különféle  karakterszerepekben ért el sikereket.

## Főbb szerepei
- Királykisasszony (Eck I.: A fából faragott királyfi);
- Zerlina (Eck I.: Don Juan);
- Rókalány (Eck I.: Kötelékek);
- Euridiké (Eck I.: Négy zenekari darab);
- Madie (Eck I.: A terror), főszerep (Eck I.: Csángó ballada, Lót leányai, Hegedűduók, Danaidák).